# Autoplágio
Autoplágio é fazer plágio de si próprio, copiando trechos seus e os distribuindo em diferentes
mídias como se fossem originais. Por definição, "consiste na apresentação total ou parcial de textos já publicados em artigos científicos pelo mesmo autor, sem as devidas referências aos trabalhos anteriores".
Ou seja, ele ocorre quando uma pessoa apresenta uma obra com partes de outra obra de própria autoria, sem qualquer referência a obra anterior, mas não se aplica a textos de interesse público, como opiniões sociais, profissionais e culturais geralmente publicadas em jornais e revistas.
Para Pamplona, "enquanto o plágio é crime, o autoplágio é apenas antiético, a não ser que os direitos da primeira obra não sejam mais do autor".
No Brasil, como a CAPES avalia a produtividade de seus cientistas pelo número de publicações, o autoplágio torna-se um meio de burlar a avaliação do sistema.
O CNPq considera o "autoplágio" como o quarto principal "crime" cometido pelos cientistas, atrás de plágio, a criação e a alteração de dados, respectivamente.
Atualmente, o termo "fraude de reciclagem" também tem sido usado para descrever essa prática.

## Tipo de Autoplágio
Conforme Roig (2002) existem quatro tipos de autoplágio: 
- Publicação duplicada de um artigo em mais de um periódico;
- Partição de um estudo em várias publicações, geralmente chamada de "fatiamento de salame";
- Reciclagem de texto; e
- Violação de direitos autorais.

## Discussões a respeito do tema
O termo "autoplágio" tem sido desafiado como sendo auto-contraditório, ou uma espécie de Oxímoro. Além disso, muitas pessoas, em sua maioria, mas não se limitando a críticos de direitos autorais e de propriedade intelectual, não acreditam que seja possível plagiar a si mesmo, usando a ideia de autoplágio como argumento Reductio ad absurdum.
Por exemplo, Stephanie J. Bird argumenta que o auto plágio é um equívoco, já que, por definição, o plágio diz respeito ao uso do material dos outros. Bird identifica as questões éticas do "auto plágio" como as de "publicação dupla ou redundante". Ela também observa que, em um contexto educacional, "auto plágio" refere-se ao caso de um aluno que reenvia "a mesma redação de crédito em dois cursos diferentes". Como esclarece David B. Resnik: "O autoplágio envolve desonestidade, mas não roubo intelectual".
O grande problema do autoplágio que muitos fazem duplicações ou fracionam seus trabalhos já publicados em revistas menos conhecidas para obter mais nomeações acadêmicas ou para superdimensionar currículos, que são apresentados para qualificar-se para uma posição em que a quantidade de produção científica é valorizada.

### Fatores que justificam o reaproveitamento
Pamela Samuelson, em 1994, identificou vários fatores que ela diz justificar o reaproveitamento de um trabalho publicado anteriormente, não podendo ser assim considerado autoplágio. Ela relaciona cada um desses fatores especificamente à questão ética do autoplágio, diferentemente da questão legal do uso justo dos direitos autorais, com a qual lida separadamente. Entre outros fatores que podem justificar o reaproveitamento do material publicado anteriormente, Samuelson lista os seguintes:
- O trabalho anterior deve ser reafirmado para estabelecer as bases para uma nova contribuição no segundo trabalho.
- Partes do trabalho anterior devem ser repetidas para lidar com novas evidências ou argumentos.
- O público de cada obra é tão diferente que publicar o mesmo trabalho em lugares diferentes é necessário para divulgar a mensagem.
- O autor acha que eles redigiram tão bem na primeira vez que não faz sentido dizer diferente uma segunda vez.

Samuelson afirma que tem confiado na lógica do "público diferente" ao tentar fazer a ponte entre comunidades interdisciplinares. Ela se refere à escrita para diferentes comunidades jurídicas e técnicas, dizendo: "muitas vezes há parágrafos ou sequências de parágrafos que podem ser retirados corporalmente de um artigo para o outro. E, na verdade, eu os levanto". Ela se refere à sua própria prática de converter "um artigo técnico em um artigo de revisão da lei com relativamente poucas mudanças — adicionando notas de rodapé e uma seção substantiva" para um público diferente.
Samuelson descreve a deturpação como base do auto plágio. Ela também afirma: "Embora pareça não ter sido levantada em nenhum dos casos de autoplágio, a defesa de uso justo da lei de direitos autorais provavelmente forneceria um escudo contra muitas alegações potenciais de violação de direitos autorais contra autores que reutilizaram partes de seus trabalhos anteriores".

## Casos Famosos

### No Brasil
- Em março de 2012, a revista Época publicou uma reportagem sugerindo que o então ministro da Educação, Aloizio Mercadante, obteve o título de doutor pela Unicamp através de autoplágio.[11]
- Também em 2012, o deputado Gabriel Chalita foi acusado de usar teses praticamente idênticas para concluir dois mestrados, um em ciências sociais e outro em direito.[12]
- Ainda no mesmo ano, um candidato a professor titular de Direito Civil da USP fez um pedido de abertura de processo contra o candidato aprovado no concurso, que teria usado trechos de artigos já publicados, mas escritos por ele em parceria com o filho. Além da impugnação da candidatura do candidato aprovado, o denunciante pediu a impugnação da banca do concurso.[13]

### Em outros países
Estados Unidos
- Jonah Lehrer, jornalista científico americano e autor de três livros sobre psicologia e neurociência, foi acusado em junho de 2012 de autoplágio.[14]

Europa
- O eslovaco Ján Figel, ex-comissário da União Europeia para Educação, foi acusado de autoplágio em sua tese de doutorado, apresentada quando ele estava no cargo, em 2007. Segundo a acusação, sua tese foi copiada de um livro publicado quatro anos antes, do qual ele era coautor.[15]